# Can Llandric
Can Llandric és un monument del municipi de Santa Coloma de Farners (Selva) inclòs en l'Inventari del Patrimoni Arquitectònic de Catalunya.

## Descripció
És una casa de dues plantes, amb vessants a laterals i cornisa catalana. La porta principal, situada al centre, és d'impostes, amb els brancals i la llinda rectangular de pedra monolítica. No ha sofert gaires modificacions des de l'última reforma datada a la llinda de la porta de 1661. Pel que fa a les finestres, una d'elles és d'arc conopial, la resta amb brancals, ampit i llindes rectangulars de pedra. Hi ha una altra porta a la façana que presenta la llinda rectangular amb una sanefa incisa en forma d'arc conopial.
A la part dreta hi ha un cos adossat, amb una planta baixa i un porxo al primer pis, cobert amb teula àrab, a dues vessants i caiguda a la façana. Manté els cairats i bigues de fusta, i es tracta d'una construcció posterior. A continuació, adossat a aquest cos, hi ha un safareig que fa la funció de piscina.
A l'interior, la casa manté l'estructura original, una nau central fa de distribuïdor a les diferents dependències a dreta i esquerra a través de portes adovellades amb arc de mig punt. La coberta de la planta baixa és plana amb bigues de fusta, i al primer pis fa la forma triangular de la teulada. Pel que fa als paviments, es conserven els originals de tova. També es manté l'antiga cuina i el forn, tot construït en pedra. No s'hi han fet reformes. Per accedir a la segona planta cal pujar una escala que es troba a la cuina.
La casa està envoltada d'una esplanada i la finca, tota ballada, és gran. A pocs metres de la casa encara es conserva l'antic paller o graner.